# Statue du guerrier à cheval
La statue du guerrier à cheval (en macédonien Споменик „Воин на коњ“) est une statue monumentale construite de 2010 à 2011 à Skopje, capitale de la Macédoine du Nord. C'est un élément du projet d'urbanisme Skopje 2014, qui vise la construction de nombreux autres monuments dans le centre de la ville, qui avait été défiguré par un tremblement de terre en 1963. Le monument se dresse sur la place de Macédoine, le centre névralgique de la ville.
Le nom originel du monument était « statue d'Alexandre le Grand », mais à cause d'un conflit culturel avec la Grèce, les autorités l'ont rebaptisé de façon plus neutre.

## Description

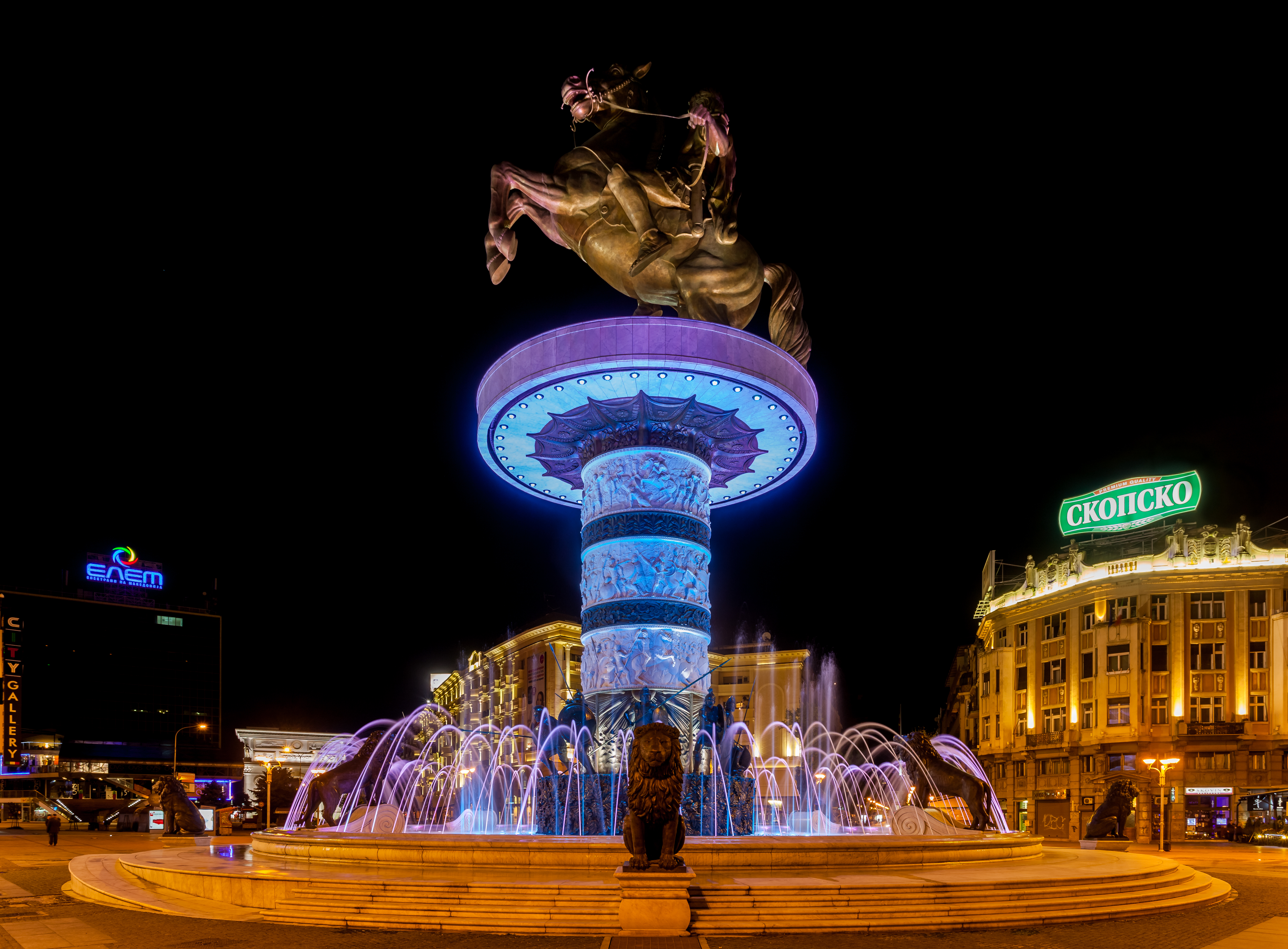
La statue de nuit.

La statue est installée sur un piédestal qui fait aussi office de fontaine et qui est entouré de plusieurs autres sculptures. Le piédestal fait 10 mètres de haut et il se trouve au milieu d'un bassin. Il est entouré à sa base par huit soldats en bronze de trois mètres de haut. Le bassin est quant à lui alimenté par huit lions dont l'eau jaillit de la bouche. Le piédestal, qui forme un plateau à son sommet, compte aussi de petits jets d'eau. La fontaine possède des dispositifs lumineux et musicaux et elle a été mise en service le jour des 20 ans de l'indépendance du pays.
La statue en elle-même fut placée sur son piédestal le 21 juin 2011. Sa fabrication a duré trois ans, elle est en bronze et pèse 30 tonnes pour 14,5 mètres de haut. Elle a été dessinée par Valentina Karanfilova-Stevanovska, également responsable de la porte de Macédoine.

## Critiques
Le monument a rapidement été critiqué, d'abord par l'opposition, qui déplore son coût (environ 7 millions de dollars), ensuite par la Grèce, qui n'accepte pas que la république de Macédoine s'approprie l'héritage macédonien antique et fasse construire une gigantesque statue d'Alexandre le Grand. Le gouvernement macédonien, après des recommandations de l'Union européenne, a choisi de renommer le monument en « statue du guerrier à cheval ».